# Абомса
Абомса — город в центральной Эфиопии. Расположен в зоне Арси, региона Оромия, на высоте 1438 метров. Это административный центр вореды Мерти. До 1995 года это была столица авраджи Арба Гугу.
По данным регионального правительства Оромии, в этом городе в настоящее время есть телефонная и почтовая связь, а также круглосуточное электроснабжение.
Император Хайле Селассие посетил проект по переселению ветеранов около города 31 декабря 1956 года, который в то время имел 8000 акров (32 км2) под обработку. Во время своего визита император объявил, что в Абомсе будет построена школа.

## Население
По данным Центрального статистического агентства Эфиопии за 2005 год численность населения Абомсы составляет 19 208 человек, из которых 9 548 мужчин и 9 660 женщин. Согласно данным национальной переписи 1994 года, общая численность населения города составляла 10 742 человека, из которых 5 178 мужчин и 5 564 женщины.